# Andrea di Bonaiuto

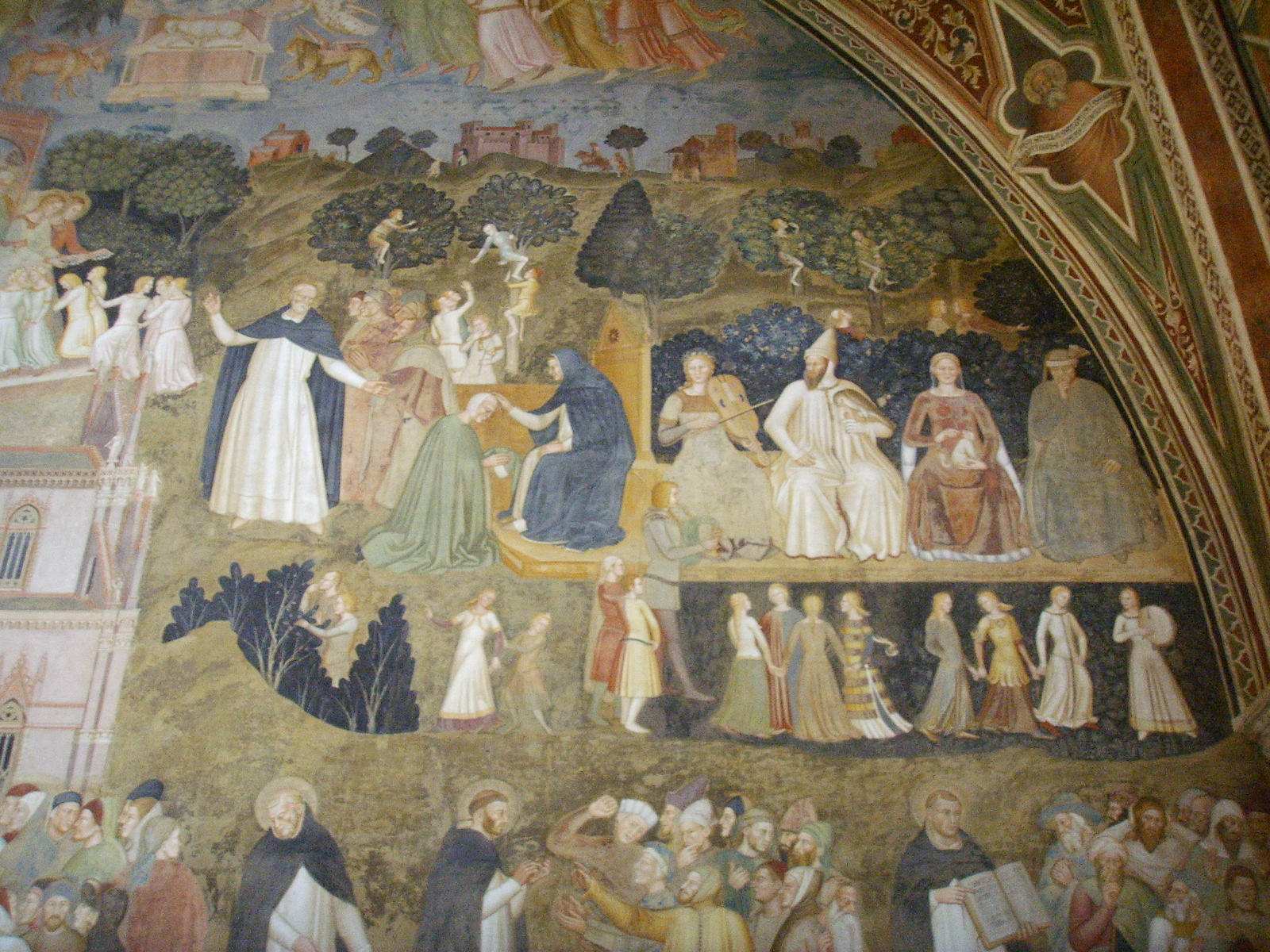
Esaltazione dell'ordine domenicano (detall)

Andrea di Bonaiuto, Andrea Bonaiuti o Andrea da Firenze (Florència 1343 - 1377) va ser un pintor italià.
Cap a l'any 1365 va fer la seva obra més important, els frescos de la sala capitolar de l'església de Santa Maria Novella, després anomenats Cappellone degli Spagnoli
El nivell artístic d'aquestes pintures no és considerat gaire alt, però en destaca la seva vivacitat i la riquesa dels seus detalls. Giorgio Vasari atribueix aquesta obra a Simone Martini i a Taddeo Gaddi, mentre que John Ruskin li va donar notorietat.
Les dues parets de la dreta estan ocupades per les escenes de Esaltazione dell'ordine domenicano i el Trionfo di San Tommaso.
Altres obres seves són els frescos del Camposanto di Pisa (1377) amb tres Storie della vita di san Ranieri.